# На Землю за натхненням
На Землю за натхненням (англ. Earth for Inspiration) — коротка науково-фантастична повість Кліффорда Сімака, вперше опублікована журналом «Thrilling Wonder Stories» в квітні 1941 року.

## Сюжет
Робот Філберт вибрався з корабля, що зазнав аварії на покинутій Землі, яку тепер відвідували тільки екстремальні туристи. Робот мав намір добратись через пустелю до єдиного космопорту, але через брак мастила в пошкоджених суглобах застряг там. За десятки тисяч років його тіло цілковито відмовило, а мозок занурився в «сон».
На одній з планет заселених людьми письменника-фантаста Джерома Дункана переслідувала низка невдач.
Його єдиним бестселером був «Тріумф роботів», що був написаний за порадою його робота-камердинера Дженкінса і мав колись шалену популярність, але тільки серед роботів.
Дункан вирішив злітати на «стару» Землю, яка була покинута людською цивілізацією після виснаження природних ресурсів, щоб набратись натхнення там.
Хенк — доглядач космопорту на Землі, повідомив, що вже тисячу років, а люди в ті часи жили по 10 тисяч років, ніхто не прилітав сюди.
Він розказав, що на дні пересохлого океану, де збереглись залишки повітря, живе плем'я аборигенів, які колись розважали туристів цікавими оповідями.
Дункан із Дженкінсом поїхали відвідати плем'я, яке очолював старійшина на прізвисько «Громовержець». Дженкінс побачив, що дітлахи ганяють в футбол мозком робота, якому, судячи по серійному номеру вже 3 млн років. Дункан вирішив підключити мозок до тіла Дженкінса. 
Це виявився мозок Філберта.
За вечерею «Громовержець» розказав туристам байку від якої холоне кров, але Філберт самовпевнено заявив, що в його біографії є кращі історії і вони цілком правдиві.
Розказаний ним «сон» дійсно вразив слухачів. Але Філберт відмовився визнати, що це є видумка.
Дункан вирішив, що Філберт буде для нього чудовим джерелом сюжетів, і хотів забрати його попри заперечення племені, але робот несподівано втік в пустелю.
Дункан, Хенк та Дженкінс в тілі старого робота цілий день йшли по слідах втікача, але виявили тільки, що в нього була бійка із декількома невідомими роботами, після чого сліди заплутались.
Нарешті вони знайшли поселення роботів, які намагались добувати корисні копалини. Роботи безсоромно заявили, що їх викрали, а потім покинули і вони хотіли б повернутись.
Але Дженкінс признав в них роботів, що начитавшись книги «Тріумф роботів», втекли від своїх власників і спробували побудувати цивілізацію без людей на старій Землі, як це описував Дункан.
Зараз же роботи були дуже розлючені на нього, оскільки насправді Земля виявилась спустошеною, а не такою як нафантазував автор.
В результаті переговорів, роботи виторугували своє повернення та алібі в обмін на Філберта.
По поверненні Дункан став експлуатувати Філберта літературним негром в обмін на покупки нових тіл для нього.